# 헨리에타 스완 레빗
헨리에타 스완 레빗(영어: Henrietta Swan Leavitt /ˈlɛvɪt/, 1868년 7월 4일 ~ 1921년 12월 12일)은 미국의 천문학자이다. 래드클리프 대학을 졸업하고 1893년부터 하버드 대학교 천문대에서 항성의 밝기를 정리하기 위하여 사진건판을 검사하는 계산수로 근무했다. 레빗은 세페이드형 변광성의 변광 주기와 광도 사이에 상관관계가 있다는 것을 발견했다. 레빗은 생전에는 합당한 인정을 받지 못했지만, 그녀의 이 발견은 지구에서 멀리 떨어져 있는 은하들까지의 거리를 측정할 수 있는 최초의 방법을 제공한 것이었다. 레빗의 사후, 에드윈 허블이 이 주기-광도 관계를 이용하여 우주가 팽창하고 있다는 허블의 법칙을 밝혀내게 된다.

## 어린 시절
헨리에타 스완 레빗은 회중파 교회 목사인 조지 로스웰 레빗(George Roswell Leavitt)와 그의 부인 헨리에타 스완 켄드릭(Henrietta Swan Kendrick)의 딸로 메사추세츠 주 랭카스터에서 태어났다. 레빗의 집안은 17세기 초기에 매사추세츠 만 식민지에 정착한 영국계 청교도 부제 존 레빗의 후손이었다. 그녀는 오버린 대학을 다니다가 1892년에 래드클리프 대학에서 학사 졸업하였다. 레빗은 대학 4년째가 되어서야 천문학 강의를 듣기 시작했는데, A-를 받았다.:27

## 연구 경력

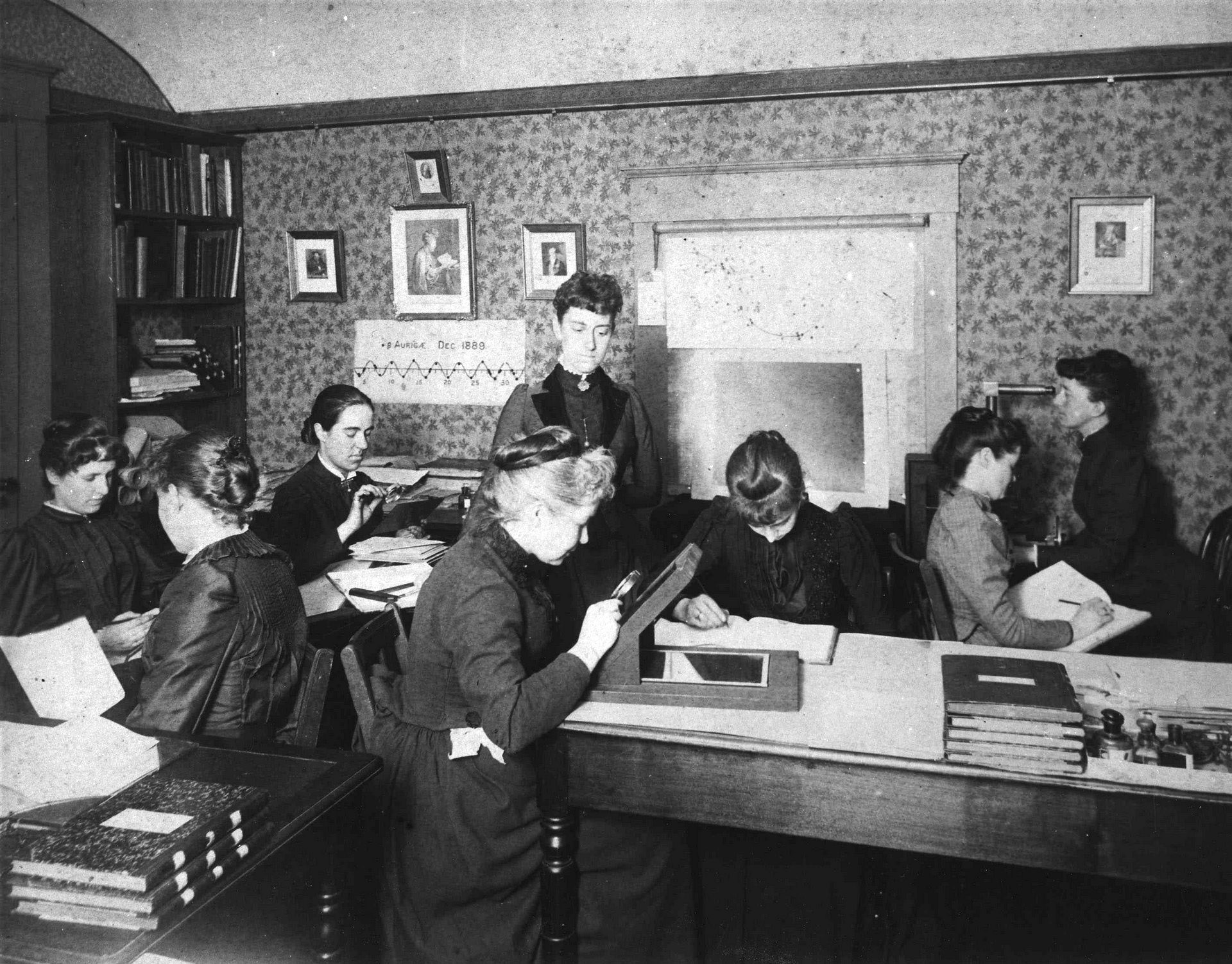
하버드의 천문학자 에드워드 찰스 피커링이 고용한 여성 계산수들인 피커링의 하렘을 촬영한 사진. 이 집단 속에 레빗과 애니 점프 캐넌, 윌리어미나 플레밍, 안토니아 마우리 등이 있었다.

1893년, 레빗은 하버드 대학교 천문대에서 에드워드 찰스 피커링에게 고용되어 한 무리의 여성 계산수들(소위 피커링의 하렘)의 일원으로서 근무하기 시작했다. 이 여성들이 한 일은 천문대에 무더기로 쌓여 있는 사진건판들에 나타난 항성들의 밝기를 확인하고 분류하는 것이었다. 1900년대 초, 여성들은 망원경을 다룰 수 없었다. 레빗은 일하지 않아도 지낼 수 있는 재산이 있었기 때문에, 피커링은 처음에는 그녀에게 돈을 지불할 필요가 없었다. 그러다 얼마 뒤부터 레빗은 시간당 0.3불을 받았다.:32
피커링은 레빗을 시간에 따라 밝기가 변하는 별인 변광성 연구에 배치하였다. 과학저술가 제레미 베른슈타인(Jeremy Bernstein)은 이에 대해 “변광성은 몇 년 동안 관심의 대상이었다. 하지만 레빗이 그 건판들을 연구하게 되었을 때, 피커링이 과연 그녀가 천문학을 송두리째 바꿔버릴 대발견을 하게 될 것이라고 생각이라도 했을지 의문이 든다.”라고 평했다. 레빗은 마젤란 성운의 사진에 나타난 수천 개의 변광성들을 기록하였다. 1908년, 레빗은 연구 결과를 《하버드 대학교 천문대 연감》(Annals of Harvard College Observatory)에 게재하였다. 여기서 레빗은 변광성들 중 일부가 특이한 패턴을 나타낸다는 것, 즉 밝은 것일수록 변광 주기가 길다는 것을 밝혔다. 추가적인 연구 이후, 1912년에 레빗은 세페이드형 변광성은 고유광도가 클수록 변광 주기가 길어진다는 것, 그리고 그 상관관계가 상당히 조밀하고 예측가능하다는 것을 확인하였다.
레빗은 지구에서부터 마젤란 성운 속의 세페이드형 변광성들 각각까지의 거리가 모두 대략적으로 같다고 가정을 단순화하였다. 그렇게 함으로써 변광성의 고유 밝기는 그 겉보기 밝기(사진건판에서 측정한 것)과 마젤란 성운까지의 거리에서 유도될 수 있다고 보았다. 레빗은 이에 대해 그녀의 논문에서 “지구에서 변광성들까지의 거리가 대략 일정하다고 추정되므로, 변광성들의 주기는 실제 빛의 방출과 명백한 관계가 있다. 그리고 빛의 방출은 변광성의 질량, 밀도, 표면 밝기에 의해 결정된다.”라고 의견을 밝혔다.
레빗의 발견은 소위 ‘주기-광도 관계’(period-luminosity relationship)로 유명하다. 변광 주기의 로그 값은 별의 평균 고유 광도(이것은 별이 가시광선 파장에서 방출하는 전력의 로그 값으로 정의된다)와 선형적 관계를 이룬다. 하버드 천문대의 사진건판에 기록된 1,777 개의 변광성들의 연구에 대하여 레빗은 “최댓값들과 최솟값들에 상응하는 두 무리의 일련의 점들 사이에 직선이 순조롭게 그려질 수 있다. 즉 (세페이드형) 변광성의 밝기와 그 주기 사이에 간단한 상관관계가 존재한다는 것을 보일 수 있다.”라고 의견을 표했다.

## 영향

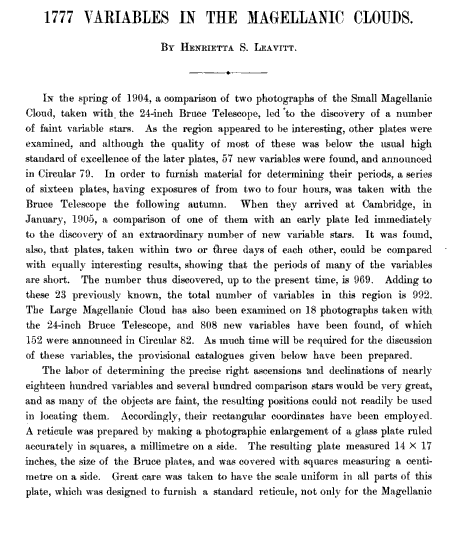
레빗의 《마젤란 성운의 1777개 변광성》(1777 Variables in the Magellanic Clouds)의 표제지. 1908년 《하버드 대학교 천문대 연감》에 실렸다.

세페이드형 변광성의 주기-광도 관계는 천문학 사상 최초의 "표준 촉광"을 만들어냈고, 그로 인해 과학자들이 연주시차를 측정하기에는 너무 멀리 떨어져 있는 은하들의 거리를 계산할 수 있게 되었다. 레빗이 자신의 연구결과를 발표하고 1년 뒤, 덴마크의 아이나르 헤르츠스프룽이 우리 은하의 세페이드형 변광성 여럿의 거리를 결정하였고, 이 보정이 더해짐으로써 어떠한 세페이드형 변광성이든 그 거리를 정밀하게 결정할 수 있게 되었다.
곧이어 안드로메다 은하 등 다른 은하들에서도 세페이드형 변광성들이 발견되었고(특히 에드윈 허블이 1923년 ~ 1924년에 수행한 것이 유명), 그전까지 소위 “나선 성운”(spiral nebulae)라고 알려졌던 천체들이 우리 은하 바깥에 존재하는 천체, 즉 은하라는 사실의 강력한 증거가 되었다. 즉, 레빗의 발견은 대논쟁으로 대표되는, 우리 태양을 은하 중심에서 끌어내리는 과정과 에드윈 허블로 대표되는 우리 은하를 우주의 중심에서 끌어내리는 과정으로 이어지며 인류의 우주관을 영원히 바꾸어 놓았다고 할 수 있다.
우주가 팽창한다는 것을 밝혀낸 미국 천문학자 에드윈 허블의 업적 역시 레빗의 신기원을 이룬 연구가 있었기에 가능했던 것이다. 허블은 레빗의 업적을 그의 저서에서 “헨리에타 레빗이 우주의 크기를 결정할 수 있는 열쇠를 만들어냈다면, 에드윈 허블이 그 열쇠를 자물쇠에 끼워넣고 뒤이어 그 열쇠가 돌아가게끔 하는 관측사실을 제공하였다”라고 언급했다. 이처럼 허블 본인은 레빗의 업적을 인정하며 레빗이 노벨상을 받을 자격이 있다고 자주 말하곤 했다. 스웨덴 한림원의 괴스타 미타그레플러는 레빗을 노벨 물리학상 후보로 올릴 생각을 하고 하버드 천문대장 섀플리에게 레빗의 세페이드형 변광성 연구에 관한 정보를 요청했다. 하지만 미타그레플러는 그보다 3년 전에 레빗이 암으로 사망했다는 사실만 알게 되었다.:118 노벨상은 사후에는 수여되지 않는다.
소행성 5383 레빗와 월면 크레이터 레빗는 헨리에타 레빗을 기념하여 명명된 것이다.

## 병마와 죽음

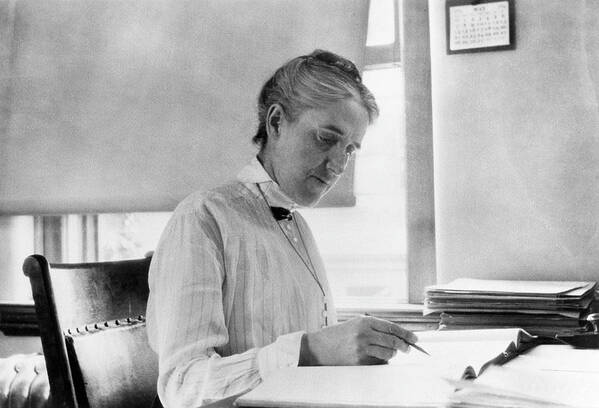
하버드 대학교 천문대의 자기 책상에 앉아 일하는 헨리에타 레빗.

레빗은 하버드에서 드문드문 산발적으로 일했으며, 건강 문제와 가족적 의무 때문에 일을 빠지는 경우도 잦았다. 래드클리프 대학을 졸업했을 때부터 그녀를 따라다닌 병마는 그녀의 청력을 급격하게 감소시켰다. 할로 섀플리가 하버드 천문대 대장으로 부임한 1921년, 레빗은 항성 광도 측정 부문의 책임자가 되었다. 그해 말, 그녀는 암으로 쓰러졌고 메사추세츠 주 케임브리지의 케임브리지 공동묘지의 레빗의 가족묘에 매장되었다.:89
조지 존슨(George Johnson)은 자신이 쓴 레빗의 전기 《레빗의 별》(Miss Leavitt's Stars)에서 레빗의 묘지를 "야트막한 언덕 꼭대기에 앉아 바라보면, 높다란 육각형 기념비의 꼭대기에 (대리석 받침대로 지지되는) 지구의가 올려져 있다. 그녀의 삼촌 에라스무스 다윈 레빗과 그 가족들 역시 다른 레빗 가문 사람들과 함께 거기 묻혔다. 너무나도 젊은 나이에 죽어버린 헨리에타와 그녀의 두 자매 미라, 로스웰을 추모하는 명패가 오스트레일리아 대륙 바로 아래에 서 있다. 한켠 옆으로 가면, 더 많은 이들이 찾아오는 헨리 제임스와 윌리엄 제임스의 무덤이 있다." 라고 묘사하였다.:90
레빗은 미국의 여대생 출신자 조직인 피 베타 카파 학회 회원, 미국 천문학 및 천체물리학회 회원, 미국 과학진흥협회 회원, 미국 변광성 관측자협회 명예회원이었다. 레빗의 요절은 동료 학자들에게 비극으로 받아들여졌다. 레빗의 부고에 동료였던 솔론 어빙 베일리가 가로되, “그녀는 다른 이들에게서 가치있고 사랑스러운 모든 것들의 진가를 알아보는 행복한 능력을 가지고 있었다. 또한 모든 생명을 아름답고 의미 충만하게 만들어주는 햇살 같은 본성을 가진 사람이었다.”라고 하였다.:28

## 같이 보기
- 세페이드형 변광성
- 에드워드 찰스 피커링
- 피커링의 하렘
- 여자 과학자 목록
- 에드윈 허블
- 과학과 여성
- 계산수

## 참고 자료
- Johnson, George (2005). Miss Leavitt's Stars: The Untold Story of the Woman Who Discovered How to Measure the Universe. New York: W.W. Norton & Company. ISBN 0-393-05128-5.
  - 한국어 번역, 《레빗의 별》, 김희준 옮김, 궁리
- Korneck, Helena: "Frauen in der Astronomie", Sterne und Weltraum, Oct. 1982 412–414
- Lorenzen, Michael (1997). "Henrietta Swan Leavitt", in Notable Women in the Physical Sciences: A Biographical Dictionary. Edited by Barbara and Benjamin Shearer. Westport, CT: Greenwood Press, 233–237. ISBN 0-313-29303-1.